# Little Athens

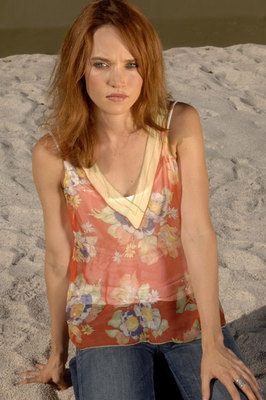
Erica Leerhsen, odtwórczyni jednej z głównych ról, na planie filmu.

Little Athens – niezależny film tragikomiczny powstały w 2005 roku w reżyserii Toma Zubera.
Pomimo premiery na Międzynarodowym Festiwalu Filmowym w Toronto w 2005 roku, projekt nie spotkał się z dystrybucją kinową/DVD aż do 21 listopada 2006.

## Fabuła
Film prezentuje pełen zamieszania dzień z życia małomiasteczkowej młodzieży, nieszczęśliwie zawieszonej w pustce po skończeniu szkoły średniej. Podróże czterech grup w wieku z przełomu nastoletniego i dwudziestego bazują na rozdzielnych wątkach. Różne historie łączą się jednak w czasie hucznej imprezy.

## Obsada
- John Patrick Amedori − Jimmy
- Erica Leerhsen − Heather
- DJ Qualls − Corey
- Rachel Miner − Allison
- Eric Szmanda − Derek
- Shawn Hatosy − Carter
- Danny Wolske – Bobby
- Michelle Horn − Emily
- Jorge Garcia − Pedro
- Jill Ritchie − Jessica
- Michael Peña − Carlos
- Kenny Morrison − Aaron
- Leonardo Nam − Kwon
- Tory Kittles − Sinjin
- Kyle Sabihy − Louie